# 308680 McLennan
308680 McLennan este o planetă minoră (asteroid) din Outer Main Belt⁠(d). A fost descoperită pe 25 februarie 2006 la  de Andrew Lowe⁠(d). 
Obiectul prezintă o orbită caracterizată de o semiaxă mare de 3,266002081998 UAi, o excentricitate de 0,42634040737829, o înclinație de 24,017563254766 ° în raport cu ecliptica.